# Назарет Фильо, Эдино
Эдино Назарет Фильо (порт. Edino Nazareth Filho; 5 июня 1955, Рио-де-Жанейро), более известный как Эдиньо (порт. Edinho) — бразильский футболист и футбольный тренер. Выступал на позиции защитника. Был участником трёх чемпионатов мира в составе сборной Бразилии.

## Карьера
Эдиньо начал карьеру подростком, в 13 лет присоединившись к молодёжной команде клуба «Флуминенсе». С 1975 года он начал играть за первую команду «Флу». В составе «Флуминенсе» Эдиньо стал частью команды, названной «Триколор-Машина» за то, что клуб выиграл три титула чемпионата штата Сан-Паулу за 5 лет, в финале последнего чемпионата штата в матче с «Васко да Гама», Эдиньо забил решающий гол, принеся победу в турнире своей команде.
В 1982 году Эдиньо перешёл в итальянский клуб «Удинезе», где провёл 5 лет. Там он играл вместе с Зико, будучи одним из лидеров команды. В 1987 году, перейдя во «Фламенго», Эдиньо вернулся в Бразилию. И в течение первого же года нахождения в родной стране выиграл с клубом чемпионат Бразилии. Затем он вернулся во «Флуминенсе», поиграл некоторое время за «Гремио» и завершил карьеру в канадском клубе «Торонто».
В 1991 году Эдиньо начал тренерскую карьеру, возглавив «Флуминенсе», и выиграл с клубом Кубок Гуанабара. Затем он тренировал «Ботафого», вновь «Флу», португальский «Маритиму» и «Фламенго». В 1996 году Эдиньо привёл «Виторию» к победе в чемпионате штата Баия, после чего тренировал множество клубов, но добился успеха только в 2002 году с «Гоясом» и в 2005 году с «Атлетико Паранаэнсе», также в 2004 году Эдиньо вывел «Бразильенсе» в серию А чемпионата Бразилии.
Эдиньо дебютировал в сборной Бразилии в 1977 году. В составе сборной он принимал участие в 3 финальных турнирах чемпионатов мира (1978,1982,1986). На чемпионате мира в Мексике 1986 участвовал во всех матчах в стартовом составе, был капитаном команды и забил один гол в ворота сборной Польши.

## Достижения

### Как игрок

#### Командные
- Чемпион штата Рио-де-Жанейро: 1975, 1976, 1980
- Чемпион Панамериканских игр: 1975
- Чемпион Бразилии: 1987
- Обладатель Кубка Кирина: 1988
- Чемпион штата Риу-Гранди-ду-Сул: 1989
- Обладатель Кубка Бразилии: 1989
- Чемпион мира по пляжному футболу: 1996

#### Личные
- Обладатель Серебряного мяча Бразилии: 1982
- Лучший игрок чемпионата мира по пляжному футболу: 1996

### Как тренер
- Обладатель Кубка Гуанабара: 1991, 1993
- Чемпион штата Баия: 1996
- Чемпион штата Гояс: 2002
- Обладатель Кубка Центрально-Западной Бразилии: 2002
- Чемпион штата Парана: 2005